# Alexis Callies
Pour les articles homonymes, voir Callies.
Alexis Eugène Callies, né le 26 mars 1870 à Annecy (Haute-Savoie) et mort le 23 juin 1950 à Mars-sur-Allier (Nièvre), est un officier d'artillerie et homme politique français, député d'Annecy de 1928 à 1932.

## Biographie
Fils de médecin, il embrasse une carrière militaire en entrant en 1891 à l'École Polytechnique (dont il sort dernier de promotion), puis en intégrant deux ans plus tard l'École d'application de l'artillerie et du génie de Fontainebleau.
Le 26 août 1895, il épouse Marie Louise Elisabeth Amiot (1873-1951), fille de Gustave Amiot (1830-1902), ingénieur télégraphiste attaché à la personne de Napoléon III. Ils ont cinq enfants dont le général d'armée Jean Callies.
En octobre 1985, il rejoint à Rennes 7e régiment d’artillerie, puis le 17e régiment d’artillerie à pied (Toulon).
Capitaine en 1907, il est en 1914 au 19e régiment d’artillerie à cheval de Nîmes, rattachée au 15e corps d'armée. Chef d'escadron, il prend sa retraite au lendemain de la Première Guerre mondiale le 1er décembre 1919, et se lance dans l'industrie.
Il devient notamment arbitre-expert près le tribunal de commerce de la Seine. Il est promu lieutenant colonel de réserve en 1924.
Il est député de la Haute-Savoie de 1928 à 1932, inscrit au groupe de l'Union républicaine démocratique. Battu en 1932, il quitte la vie politique.
Il est membre de l'Académie florimontane tout comme son ami Albert Crolard, dont il fera la nécrologie.

## Ouvrage
- Éric Labayle publie en 1999, les Carnets de guerre d'Alexis Callies, 1914-1918, témoignage sur la Grande guerre.